# KIS
KIS（キス）は、日本のダンス&ボーカルユニット。Phenixx所属。2019年1月に解散。

## 略歴
2017年12月17日、六本木V2TOKYOにて KISSとしてステージデビュー。ダンス、ボーカル、パフォーマンスで自分達の想いを伝えたいという思いから誕生したユニット。
2018年4月1日、パフォーマンスが未完成であることから、ユニット名から「S」をひとつ外し、「KISS」から「KIS」に変更した。
アポロ・シアターでのパフォーマンスを目標に掲げ、2018年8月に新メンバーMIUの加入を発表したが、2019年1月13日のライブ出演を最後に解散。

## メンバー
- MIU（美羽フローラ）/ Vocal
- SARINA / Vocal
- UNA / Dancer
- MIKI / Dancer
- nanam! / Dancer

### 過去のメンバー
- MIO（Vocal）
- RINKA（Vocal）
- RYOKA（Dancer）
- YUNA（Dancer）
- MANA（Dancer）
- KANAKO（Vocal）

## 出演経歴
-2017-
- 11月
  - 20日 ダンスボーカルユニット「KISS」結成
  - 27日 池袋FMゲスト出演
- 12月
  - 1日 ラフォーレ原宿 PRIVATE PARTY
  - 14日 渋谷WOMBファッションショー
  - 17日
    - 六本木V2TOKYOステージデビュー
    - TOKYO Christmas Collection ファッションショー

  - 31日 RINKA/MIO脱退

-2018-
- 1月
  - 5日 池袋FM冠番組「I.W.G.KISS」放送開始
  - 27日 Vocal.KANAKO加入
- 2月
  - 20日 Vocal.MIYUNA加入
  - 24日
    - 渋谷Camelot「CAMELOT GIRLS MEETING!!」
    - ラフォーレ原宿NUEVOリニューアルイベント

  - 25日 東京マラソン応援ステージ
- 3月
  - 6日 下北沢CLUB251「夢より素敵なVol.7」
  - 17日 名古屋芸術劇場 BERRY GOODMAN開局55周年記念 『メ～テレ春音(しゅんおん)祭(さい)』バックダンサー
  - 19日 渋谷Milkyway「ギュウ農フェス春のSPロードto新木場～ギュウ農バトルロワイヤル～
  - 24日 秋葉原CosmicLab「5dollar cosmic」
  - 27日 舞台「神様と過ごした10日間2018」
  - 29日 渋谷DESEO「SHIBUYA MUSIC POWER Vol.35」
- 4月
  - 1日 EKIMISE Asakusa屋上ハレテラス「浅草春休みガールズライブ」
  - 8日 新木場STUDIO COAST「ギュウ農フェス」ラウンジステージ
  - 9日 Twin Box AKIHABARA「AKIHABARA IDOL PARTY Vol.38」
  - 14日 渋谷Camelot「CAMELOT GIRLS MEETING!!」
  - 15日 秋葉原 Twin Box GARAGE「THIS IS IDOL」
  - 16日 代アニライブステーション「Girl's Fantasista! Vol.2」
  - 19日 渋谷DESEO「SHIBUYA MUSIC POWER Vol.38」出演
  - 25日 渋谷クロスFM「みつくんの新鮮アーティスト！生絞り!」ゲスト
  - 26日 武内おと主演「花王 8×4ワキ汗EX」
  - 30日
    - 秋葉原CosmicLab「cosmiclab idol result live vol.11」
    - AbemaTV「邪道だらけの夜の大運動会2018」アシスタント
- 5月
  - 1日 Vocal/Dancer.UNA加入
  - 5月3日 - 5日 秋葉原ZEST・CosmicLab「秋葉原映画祭連動イベント」
  - 3日 Dancer.MANA加入5月4日 新宿MARZ「IDOL Explosion Vol.2」
  - 4日 秋葉原映画祭出展作品「ハッピーメール」出演
  - 5日
    - 秋葉原映画祭出展作品「チャットレディーのキセキ」出演
    - 映画「チャットレディーのキセキ」舞台挨拶アシスタント

  - 6日
    - RYOKA脱退
    - 新木場STUDIO COAST「Vocal&dance Collection Vol.2」[9]出演

  - 7日 KISオリジナル曲「XO」音楽配信開始
  - 8日 オーディションTV ワークショップ「ダンスレッスン基礎」Vol.1開催
  - 9日 からあげ専門店「鶏笑」がKISとタイアップ
  - 12日 秋葉原CosmicLab「cosmiclab idol result live vol.12」
  - 15日 オーディションTVワークショップ「ダンスレッスン基礎」Vol.2開催
  - 19日 秋葉原CosmicLab「cosmiclab idol result live vol.13」
  - 27日
    - 渋谷Camelot「CAMELOT GIRLS MEETING!!」
    - 渋谷にてKIS初のファンミーティングを開催

  - 29日 SHOWROOM KISチャンネルにて「KISステージライブ」を生放送
- 6月
  - 1日 カラオケJOYSOUNDにてKISの楽曲配信が決定
  - 2日 渋谷 TSUTAYA O-nest「idol campus vol.07 ～渋谷 O-nest編～」
  - 9日 秋葉原CosmicLab「cosmiclab idol result live vol.14」
  - 14日～17日 からあげ専門店「鶏笑」リニューアルオープン パフォーマンス
  - 21日 浦和Narciss主催ライブ
  - 22日 SEKIGAHARA IDOL WARS2018～関ヶ原唄姫合戦～最終予選 最後の砦
  - 23日 渋谷Camelot「CAMELOT GIRLS MEETING!!」
  - 24日 秋葉原CosmicLab「cosmiclab idol result live vol.15」
  - 25日 渋谷Camerot「アイドル放課後プロジェクト特別編」
  - 26日 渋谷asia「asia SUPER LIVE」
- 7月
  - 1日 7月29日～9月21日の間ライブ活動休止を発表
  - 7日 渋谷lounge neo「バーリトゥード360°JAPAN」
  - 14日 秋葉原CosmicLab「cosmiclab idol result live vol.16」
  - 15日 DOTAMA MV「悪役」出演
  - 16日 渋谷O-nest 「idol campus vol.08 ～渋谷 O-nest編～」
  - 20日 Vocal.SARINA加入
  - 21日 渋谷WOMB 「RAVIY Collection」
  - 22日 秋葉原CosmicLab「cosmiclab idol result live vol.17, vol.18」
  - 25日 秋葉原CosmicLab「cosmiclab idol Experiment live vol.32」
  - 26日 「愛踊祭2018関東Bエリア代表決定戦」
  - 28日
    - 渋谷Camelot「CAMELOT GIRLS MEETING!!」
    - 秋葉原CosmicLab「夏だ！COSMIC LAB 無銭LIVE!」

  - 29日
    - 「UNE FES2018」
    - KANAKO/YUNA/MANA/MIYUNA 卒業
- 8月
  - 4日 Dance Unit HillがKISのバックダンサーとしてサポートを開始
  - 18日 Dance Dance Dance@YOKOHAMA
- 9月
  - 20日 CHEER、#ootdが衣装協力
  - 22日 花ちらし主催「なぎひびきちらし終わり生誕祭 CLUB CAMELOT09/22」新メンバーお披露目ステージを行い活動再開
  - 26日 渋谷クロスFM「みつくんの新鮮アーティスト!生絞り!」ゲスト

-2019-
- 1月13日 秋葉原ZEST「秋葉原映画祭スペシャルライブ＆トークイベント」